# نيسرغولين
نيسرغولين (Nicergoline) هو دواء يباع تحت الاسم التجاري سيرميون Sermion ويستخدم لمعالجة الخرف. يقلل هذا العقار من المقاومة الوعائية، ويزيد من تدفق الدم الشرياني في الدماغ، مما يحسن من التقاط الأكسجين والغلوكوز في الخلايا الدماغية.
على العكس من باقي مركبات الإرغولين، مثل إرغوتامين، فإن تعاطي عقار نيسرغولين لا يترافق مع حدوث تليف قلبي.